# Cathy Kelley
Cathy Kelley, pseudonimo di Catherine Anne Kelley (Oak Park, 27 settembre 1988), è una giornalista, conduttrice televisiva, modella e attrice statunitense.
Ha firmato con la WWE e lavora come intervistatrice nel backstage del roster Raw. Prima di firmare con la WWE, era una panelist del network online AfterBuzz TV di Maria Menounos.

## Biografia
Cathy Kelley è nata il 27 settembre 1988 a Oak Park, Illinois. Ha origini austriache e irlandesi. È cresciuta con una madre single, ma ha trascorso gran parte del suo tempo nella fattoria del padre in Vermont. Suo nonno, Bartram Kelley, era un pioniere dell'aviazione, in quanto ingegnere senior della Bell Helicopters.
Kelley si è interessata al giornalismo quando frequentava la scuola superiore e ha iniziato a fare da conduttrice per diverse trasmissioni di informazione della sua scuola. Si è laureata in giornalismo multimediale alla Loyola University di Chicago. Ha dichiarato di essere membro del Mensa International, la più grande e antica società al mondo per il QI elevato.

## Carriera
Kelley ha condotto e contribuito alla trasmissione GenYTV trasmessa da WTTW, The Open House Television Show di WOI-DT, DSM Living, e Hot Off The Press di JUCE TV.
Kelley è entrata a far parte di AfterBuzz TV nel 2012. Ha partecipato alle trasmissioni di riepilogo di WWE Raw, WWE NXT e The Bachelor della ABC. Nel 2013 ha iniziato a condurre un podcast chiamato “Chatting with Cathy”, in cui intervistava celebrità, influencer sociali e amici della rete.
Kelley ha firmato per la WWE nel febbraio 2016 ed è stata una corrispondente per NXT ed altri eventi speciali. Il 2 aprile 2016, ha debuttato ufficialmente in WWE, nel pre-show di NXT Takeover: Dallas. Durante il suo incarico, ha condotto WWE Now, uno show che tratta storie, notizie dell'ultima ora, anteprime dei prossimi episodi di Raw e SmackDown e riassunti degli eventi e che va in onda sulle piattaforme di social media e sul sito ufficiale della WWE. Durante il suo incarico, ha contribuito allo show di Sam Roberts su Sirius XM.
Il 25 settembre 2019, Kelley ha fatto il suo debutto televisivo ufficiale durante una puntata di NXT. Inoltre ha fatto un'apparizione notturna a SmackDown come corrispondente il 1° novembre 2019, dopo che la maggior parte del roster della WWE era rimasta bloccata all'estero. Il 13 febbraio 2020, Kelley ha annunciato sui social media che avrebbe lasciato la WWE, dove fece la sua ultima apparizione il 16 febbraio 2020 a NXT TakeOver: Portland. Nel 2020, Kelley ha debuttato come attrice nella sitcom Netflix #blackAF nel ruolo di un'assistente di volo.
Il 6 ottobre 2022, la WWE ha annunciato che Kelley sarebbe tornata nella compagnia come intervistatrice nel backstage del roster Raw. Nel giugno 2023, si è unita al brand SmackDown nello stesso ruolo. Nel dicembre dello stesso anno ha iniziato a condurre “The OK show” insieme a Kevin Owens, disponibile su YouTube. Nel febbraio 2024 è ritornata nuovamente a Raw, dove lavora attualmente.